# 生命の尊厳
生命の尊厳（せいめいのそんげん、英: sanctity of life）ないしは生命の不可侵（せいめいのふかしん、英: inviolability of life）とは、宗教や倫理学においては、感覚を持つ生物の多くの面を暗黙のうちに保護するべきだとする原則である。そうした面は畏敬すべきであり、聖なるものであり、あるいは他の意味で侵害されてはならない価値を持つとされる。この原則は、動物と人間の両方に適用される。例えば、いくつかの宗教では不殺生の実践は神聖であり、人生にふさわしいとみなされている。
この生命の不可侵の概念は、宗教倫理学と法倫理学とを重要な仕方で結びつけている。それというのも、両分野とも純正かつ自然な概念に基づいたそれの原則と、それを普遍的に適用する原則の正当化を求めているからである。